# Molleriella calcarella
Molleriella calcarella är en tvåvingeart som beskrevs av Ole Anton Saether och Ekrem 1999. Molleriella calcarella ingår i släktet Molleriella och familjen fjädermyggor.
Artens utbredningsområde är Nederländerna. Inga underarter finns listade i Catalogue of Life.